# Pfarrhaus Gennach (Langerringen)

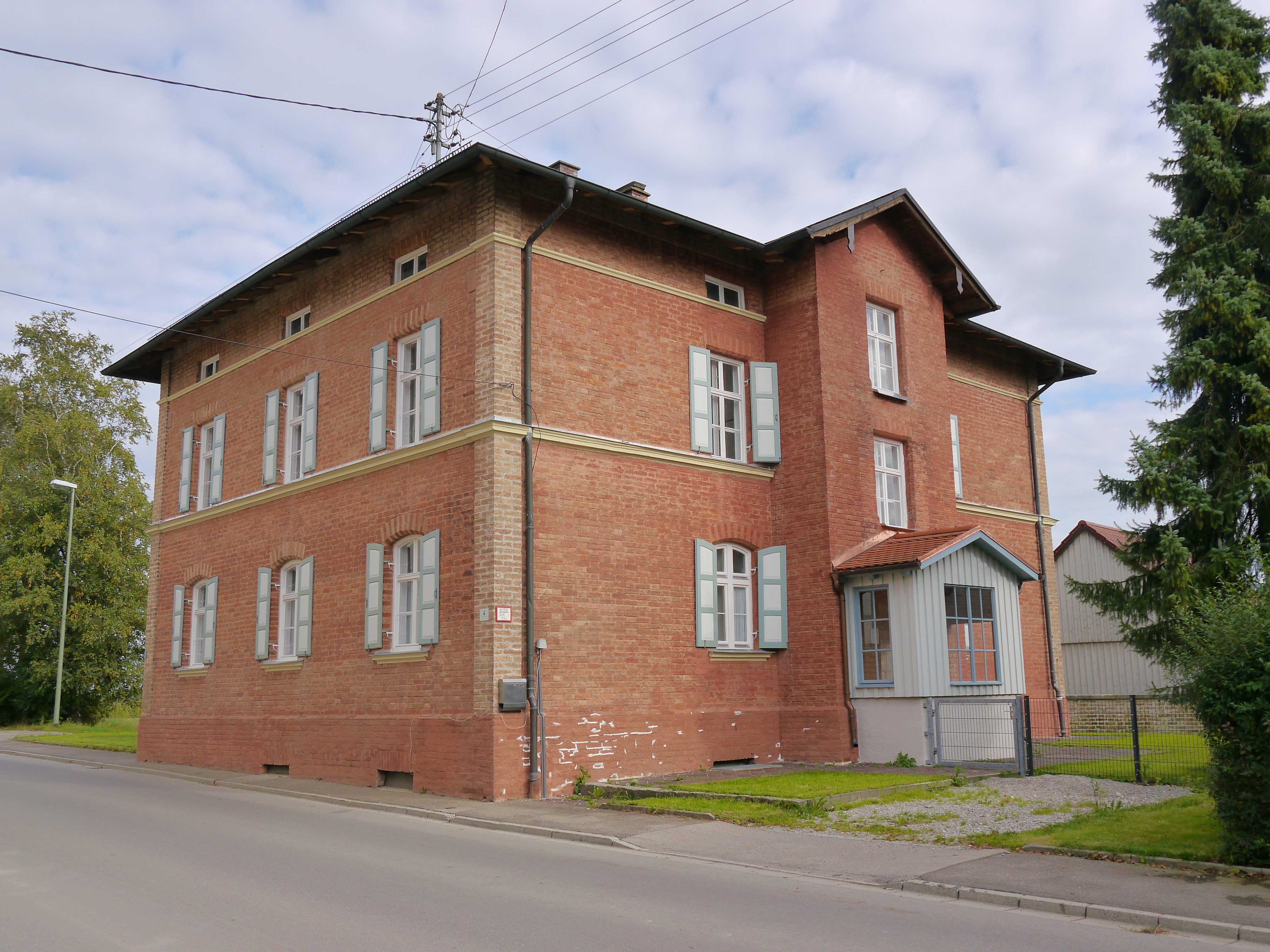
Ehemaliges Pfarrhaus in Gennach

Das Pfarrhaus in Gennach, einem Gemeindeteil von Langerringen im Landkreis Augsburg im bayerischen Regierungsbezirk Schwaben, wurde 1876 errichtet. Das ehemalige Pfarrhaus an der Langerringer Straße 4, neben der katholischen Pfarrkirche St. Johannes der Täufer, ist ein geschütztes Baudenkmal.
Der zweigeschossige Blankziegelbau mit Walmdach und befenstertem Kniestock besitzt fünf zu drei Fensterachsen.